# Гуго де Лузиньян (регент)
Гуго де Лузиньян (фр. Hugues de Lusignan, ум. 1169) — старший сын и наследник Гуго VIII де Лузиньяна и Бургони де Ранкон.
Управлял родовыми владениями (с 1163), пока его отец воевал в Святой Земле. В 1168 году вместе с братьями Жоффруа, Ги и Эмери принял участие в мятеже аквитанских баронов против короля Генриха II Английского. В ходе этого восстания в апреле 1168 года во время встречи с Жоффруа был убит советник короля Патрик, граф Солсбери.
Гуго умер до 16 марта 1169 года, по-видимому, еще при жизни своего отца, так как Гуго VIII наследовал внук — Гуго IX.
Первым браком был женат на Оренгарде N (предположительно, наследнице Иссудена).
Дети:
- Гуго IX де Лузиньян (ум. 1219), сеньор де Лузиньян с 1173, наследовал Гуго VIII
- Рауль I де Лузиньян (ум. 1 мая 1219), сеньор д'Иссуден, граф д’Э с 1194 года

Предположительно, вторым браком был женат на Дульсе N, вторым браком вышедшей за Гильома Меньо, сеньора де Сюржера.